# Platylister sexstriatus
Platylister sexstriatus är en skalbaggsart som först beskrevs av Lewis 1885.  Platylister sexstriatus ingår i släktet Platylister och familjen stumpbaggar. Inga underarter finns listade i Catalogue of Life.